# Márcia Rodrigues
Márcia Lessin Rodrigues (Rio de Janeiro, 11 de Maio de 1949) é uma atriz brasileira.
É irmã de Cláudia Lessin Rodrigues, que foi morta em 1977, em um caso que foi destaque na mídia nacional.

## Carreira
Márcia Rodrigues começou seus estudos artísticos aos quinze anos. Fez carreira no teatro, televisão e cinema, sendo este último o principal veículo que atuou. Foi considerada uma das musas do Cinema Novo e do Cinema Marginal. Depois de atuar no filme "Garota de Ipanema" (1967), conservou o título por muitos anos no cenário carioca. Sua carreira cinematográfica foi marcada por trabalhar com os mais expressivos cineastas brasileiros.

## Filmografia

### Cinema
| Ano  | Título                                  | Personagem | Direção                   |
| ---- | --------------------------------------- | ---------- | ------------------------- |
| 1967 | Garota de Ipanema                       | Márcia     | Leon Hirszman             |
| 1967 | El Justicero                            | Araci      | Nelson Pereira dos Santos |
| 1967 | Todas as Mulheres do Mundo              | Garota     | Domingos de Oliveira      |
| 1968 | O Homem que Comprou o Mundo             |            | Eduardo Coutinho          |
| 1968 | A Vida Provisória                       | Márcia     | Maurício Gomes Leite      |
| 1968 | Fome de Amor                            |            | Nelson Pereira dos Santos |
| 1969 | Matou a Família e Foi ao Cinema         | Márcia     | Júlio Bressane            |
| 1970 | O Donzelo                               |            | Stefan Wohl               |
| 1971 | Lúcia McCartney, uma Garota de Programa | Magda      | David Neves               |
| 1972 | Vida de Artista                         | Márcia     | Haroldo Marinho Barbosa   |
| 1976 | Ovelha Negra, uma Despedida de Solteiro | Márcia     | Haroldo Marinho Barbosa   |
| 1977 | Gente Fina É Outra Coisa                | Margarida  | Antônio Calmon            |
| 1978 | A Dama do Lotação                       | Dolores    | Neville d'Almeida         |
| 1982 | Menino do Rio                           | Fernanda   | Antônio Calmon            |
| 1984 | Amor Voraz                              | Sílvia     | Walter Hugo Khouri        |
| 1986 | Brás Cubas                              |            | Júlio Bressane            |

### Televisão
| Ano  | Título         | Papel                  |
| ---- | -------------- | ---------------------- |
| 1971 | Bandeira 2     | Ângela                 |
| 1972 | O Bofe         | Márcia                 |
| 1978 | O Pulo do Gato | Priscila               |
| 1981 | Brilhante      | Iara                   |
| 1982 | Sol de Verão   | Geni                   |
| 1984 | Viver a Vida   | Marília Saboya         |
| 1986 | Selva de Pedra | Madame Heloísa Katzuki |
| 1987 | Corpo Santo    | Sheila                 |
| 1988 | Fera Radical   | Estela                 |